# Pholiota squarrosoides
Pholiota squarrosoides е вид гъба от семейство Strophariaceae. Тя е подобна на вида Pholiota squarrosa. Има различни мнения дали е ядивна.

## Описание
Шапката достига до 10 cm в диаметър, а пънчето до 14 cm. Шапката е изпъкнала в началото, ставайки сплескана с възрастта, лепкава и влажна. Тя е жълтеникаво-кафява с изпъкнали конусовидни люспи, които са струпани близо до центъра. Пластинките са плътно събрани, жълти в началото и ръждиво-кафяви по-късно. Пънчето е същият цвят като шапката и е покрито с люспи. Близо до върха има пухкаво жълтеникаво пръстенче, което се откроява. Спорите са кафяви. Трудно се различава от Pholiota squarrosa, която има зеленикав оттенък на пластинките и не е лепкава.

## Ядливост
Има различни мнения дали гъбата е ядлива. Видът е представен като ядлив, но „с внимание“ от книгата A Field Guide to Mushrooms: North America, защото може да бъде сбъркан с отровния Pholiota squarrosa. Александър Х. Смит пише в книгата си The Mushroom Hunter's Field Guide, че е „най-добрият вид за ядене от рода си“. Описание, предоставено от Университета на Арканзас, заявява, че нито един от видовете не е ядлив.

## Местообитание
Видът се среща обикновено в края на лятото в Северна Америка (северозападната и източната част). Расте на кората на дърветата. Рядко може да се срещне в Европа, като първият екземпляр е открит в Полша през 2010 г. в югоизточната част на страната, в Националния резерват Лежчок, край града Рачибож. Гъбата се среща и в умерените региони на Азия. Въпреки че не се смята за паразит, а по-скоро за сапрофит, тя може да разгражда дървета. В Северна Америка разгражда дървета от видовете Acer saccharum и Tilia glabra.